# Müggelturm
Il Müggelturm è una torre panoramica che si trova a Berlino, nei pressi del quartiere di Köpenick. È posta sulle alture dette Müggelberge, nell'area boscosa intorno al lago Müggelsee.
La torre fu costruita nel 1960-61 su progetto degli architetti Jörg Streitparth, Siegfried Wagner e Klaus Weißhaupt; sostituì una torre precedente, in legno, distrutta da un incendio.
La torre comprende svariate attrezzature turistiche e gastronomiche; dalla sommità si gode un ampio panorama sul paesaggio del sud-est berlinese; è pertanto un'apprezzata meta per turisti e gitanti.
Dal 1995 il Müggelturm è sotto tutela monumentale (Denkmalschutz).